# Liste der Baudenkmäler in Aiglsbach
Auf dieser Seite sind die Baudenkmäler in der niederbayerischen Gemeinde Aiglsbach zusammengestellt. Diese Tabelle ist eine Teilliste der Liste der Baudenkmäler in Bayern. Grundlage ist die Bayerische Denkmalliste, die auf Basis des Bayerischen Denkmalschutzgesetzes vom 1. Oktober 1973 erstmals erstellt wurde und seither durch das Bayerische Landesamt für Denkmalpflege geführt wird. Die folgenden Angaben ersetzen nicht die rechtsverbindliche Auskunft der Denkmalschutzbehörde.

## Baudenkmäler nach Ortsteilen

### Aiglsbach
| Lage                                       | Objekt                                                                          | Beschreibung | Akten-Nr.             | Bild                                                                            |
| ------------------------------------------ | ------------------------------------------------------------------------------- | --- | --------------------- | ------------------------------------------------------------------------------- |
| Albrecht-von-Aiglspeck-Straße 3 (Standort) | Katholische Pfarrkirche St. Leonhard                                            | Saalkirche mit Walmdach über polygonalem Grundriss, mit eingezogenem, fünfseitig geschlossenem Chor, 1954/55 von Friedrich Haindl, Turmunterbau und Chormauern spätgotisch, Turmabschluss 1888; mit einzelnen Ausstattungsstücken Südlicher Teil der Friedhofsmauer, wohl 19. Jahrhundert | D-2-73-113-1 Wikidata | weitere Bilder                                                                  |
| Mainburger Straße 32 (Standort)            | Wegkapelle                                                                      | Kleiner Steildachbau mit Rundbogenöffnungen, eingezogener, fünfseitig geschlossener Chor, bezeichnet „1869“ | D-2-73-113-3 Wikidata | Wegkapelle                                                                      |
| Marienplatz (Standort)                     | Mariensäule, zugleich Kriegerdenkmal für die Gefallenen des Krieges von 1870/71 | Patrona Bavariae auf korinthisierender Säule, auf Postament mit Stufensockel, bezeichnet „1885“ | D-2-73-113-2 Wikidata | Mariensäule, zugleich Kriegerdenkmal für die Gefallenen des Krieges von 1870/71 |
| Wiedenfeldstraße (Standort)                | Kriegerdenkmal für die Gefallenen beider Weltkriege                             | Relief des heiligen Georg als Drachentöter, darunter von Säulen flankierte Inschrifttafel, 1920er Jahre, später mit Gefallenen des Zweiten Weltkriegs ergänzt | D-2-73-113-14         | Kriegerdenkmal für die Gefallenen beider Weltkriege                             |

### Berghausen
| Lage                          | Objekt                   | Beschreibung | Akten-Nr.             | Bild           |
| ----------------------------- | ------------------------ | --- | --------------------- | -------------- |
| Schloßkirchenweg 1 (Standort) | Wohnhaus                 | Zweigeschossiger Mansardwalmbau mit Eckrustizierung und Aufzugsgaube über dem Eingang, erste Hälfte 18. Jahrhundert | D-2-73-113-5 Wikidata | BW             |
| Schloßkirchenweg 3 (Standort) | Filialkirche St. Koloman | Saalkirche mit Walmdach über kurviertem Grundriss, eingezogener Chor mit halbrunder Apsis, um 1730, Chorturm mit Glockenhaube, 1908 erhöht; mit Ausstattung Friedhofsmauer im südlichen und westlichen Bereich, 18./19. Jahrhundert | D-2-73-113-4 Wikidata | weitere Bilder |

### Gasseltshausen
| Lage                         | Objekt                               | Beschreibung | Akten-Nr.             | Bild           |
| ---------------------------- | ------------------------------------ | --- | --------------------- | -------------- |
| In Gasseltshausen (Standort) | Katholische Kirche Unsere Liebe Frau | Zweigeschossige turmartige Saalkirche mit Steildach, mit segmentbogiger Chorapsis, Ziegelmauerwerk, romanisch, Giebelaufbau 1657, Erneuerungen und Ausbauten im 18. Jahrhundert; mit Ausstattung | D-2-73-113-6 Wikidata | weitere Bilder |

### Haselbuch
| Lage                   | Objekt   | Beschreibung                                                                                         | Akten-Nr.             | Bild |
| ---------------------- | -------- | --- | --------------------- | ---- |
| Haselbuch 1 (Standort) | Gutshaus | Zweigeschossiger Krüppelwalmbau, nach Nordosten polygonaler Eckturm mit wuchtiger Zwiebelhaube, 1928 | D-2-73-113-7 Wikidata | BW   |

### Moosham
| Lage                 | Objekt  | Beschreibung | Akten-Nr.             | Bild    |
| -------------------- | ------- | --- | --------------------- | ------- |
| Moosham 4 (Standort) | Kapelle | Vierseitig geschlossener Satteldachbau, Turm mit Spitzhelm nach Osten über offener Pfeilervorhalle, neugotisch, bezeichnet „1857“; mit Ausstattung | D-2-73-113-9 Wikidata | Kapelle |

### Oberpindhart
| Lage                             | Objekt                               | Beschreibung | Akten-Nr.              | Bild           |
| -------------------------------- | ------------------------------------ | --- | ---------------------- | -------------- |
| Sankt-Stephan-Platz 2 (Standort) | Katholische Filialkirche St. Stephan | Saalkirche mit Steildach, dreiseitig geschlossen, Westturm mit Oktogon und Zwiebelhaube, barock, 17./18. Jahrhundert; mit Ausstattung | D-2-73-113-10 Wikidata | weitere Bilder |

### Pöbenhausen
| Lage                                                                        | Objekt                         | Beschreibung | Akten-Nr.              | Bild           |
| --------------------------------------------------------------------------- | ------------------------------ | --- | ---------------------- | -------------- |
| Aiglsbacher Straße; Schneiderbrunn, an der Straße nach Aiglsbach (Standort) | Kapellenbildstock              | Kleiner Satteldachbau mit segmentbogiger Öffnung, bezeichnet „1767“                                              | D-2-73-113-12 Wikidata | BW             |
| Pöbenhausen 18 (Standort)                                                   | Katholische Kapelle St. Martin | Saalbau mit Steildach und wenig eingezogenem Kastenchor, schlanker Chorturm mit Spitzhelm, 1908; mit Ausstattung | D-2-73-113-11 Wikidata | weitere Bilder |

### Radertshausen
| Lage                        | Objekt  | Beschreibung | Akten-Nr.              | Bild    |
| --------------------------- | ------- | --- | ---------------------- | ------- |
| In Radertshausen (Standort) | Kapelle | Satteldachbau mit eingezogenem, fünfseitig geschlossenem Chor, turmartiger Dachreiter mit Spitzhelm, Ende 19. Jahrhundert; mit Ausstattung | D-2-73-113-13 Wikidata | Kapelle |

## Ehemalige Baudenkmäler
In diesem Abschnitt sind Objekte aufgeführt, die früher einmal in der Denkmalliste eingetragen waren, jetzt aber nicht mehr. Objekte, die in anderem Zusammenhang – also z. B. als Teil eines Baudenkmals – weiter eingetragen sind, sollen hier nicht aufgeführt werden. Aktennummern in diesem Abschnitt sind ehemalige, jetzt nicht mehr gültige Aktennummern.

| Lage                         | Objekt                                | Beschreibung                                                                                 | Akten-Nr.             | Bild |
| ---------------------------- | ------------------------------------- | -------------------------------------------------------------------------------------------- | --------------------- | ---- |
| Lindach Lindach 6 (Standort) | Villa im romantisierenden Historismus | Zweigeschossig mit Turmausbau, Terrassen und Apsis, teilweise Jugendstilausstattung, um 1900 | D-2-73-113-8 Wikidata | BW   |